# Madan (singolo)
Madan è il singolo di debutto del disc jockey francese Martin Solveig pubblicato il 16 giugno 2003 come primo estratto dall'album Sur la terre.

## Tracce
CD Maxi
1. Madan (Exotic Disco Edit) – 3:38
2. Madan (Exotic Disco Mix) – 7:37
3. Madan (Exotic Disco Dub) – 6:20

## Classifiche
| Classifica (2003-04) | Posizione massima |
| -------------------- | ----------------- |
| Belgio (Vallonia)    | 64                |
| Francia              | 37                |
| Italia               | 17                |
| Paesi Bassi          | 87                |
| Svizzera             | 66                |